# ژو وانفنگ
ژو وانفنگ (انگلیسی: Zhou Wanfeng؛ زادهٔ ۱۷ نوامبر ۱۹۷۹) ورزشکار هاکی روی چمن اهل چین است.
وی در مسابقات کشوری و بین‌المللی در مجموع برندهٔ ۱ مدال طلا، ۲ مدال نقره شده‌است.